# Rosaviatsiya
L'Agence fédérale du transport aérien (Федеральное агентство воздушного транспорта - Federalnoye agentstvo vozdushnogo transporta, FAVT), également connue sous le nom de Rosaviatsia (Росавиация), est l'autorité de l'aviation civile de la Fédération de Russie, responsable de la supervision de l'industrie de l'aviation civile à travers la Russie et les eaux internationales environnantes, couvrant environ 14 région d'information de vols. Son siège se situe à Moscou.
L'Agence fédérale du transport aérien travaille régulièrement aux côtés du Comité intergouvernemental d'aviation dans les enquêtes sur les accidents et incidents aériens. Elle est également appelée Administration de l'aviation civile de la Fédération de Russie (RFCAA).

## Histoire
L'Agence fédérale du transport aérien est établie en 2004 par le président russe Vladimir Poutine. Le 9 mars 2004, Poutine publie un décret, « Sur le système et la structure des organes exécutifs fédéraux », par lequel l'Agence est créée. L'Agence reçoit de nombreuses fonctions du ministère des Transports aboli de la Fédération de Russie.
Une cyberattaque contre Rosaviatsia par des pirates informatiques est déclenchée fin mars 2022 à la suite de l'invasion russe de l'Ukraine. L'effet est une perturbation massive et l'agence russe déclare être revenue aux archives papier après l'attaque. En raison de limitations budgétaires, Rosaviatsia ne dispose pas de bonnes sauvegardes des données piratées.

## Direction
Le chef de l'Agence fédérale du transport aérien est nommé et révoqué par le gouvernement de la Fédération de Russie. À sa création, le chef est Nikolay Vladimirovich Shipil. D'autres directeurs suivent, y compris à partir de 2009, Alexander Neradko (ru). qui est remplacé et inculpé pénalement pour déclenchement de guerre. Depuis septembre 2022, Dmitry Yadorov (ru) dirige l'Agence.

## Fonctions
Les fonctions principales de l'Agence fédérale du transport aérien sont:
- l'organisation de l'exécution des programmes cibles fédéraux et du programme fédéral d'investissement ciblé ;
- la fourniture de services publics d'importance publique dans les conditions établies par la législation fédérale à un nombre indéfini de personnes, y compris aux fins de : mettre en œuvre un ensemble de mesures pour organiser l'application des vols internationaux et intérieurs ; la mise en œuvre d'un ensemble de mesures visant à assurer la sécurité des infrastructures de transport et des véhicules contre les actes d'intervention illégale ;
- la publication d'actes juridiques individuels sur la base et en application de la Constitution de la Fédération de Russie, des lois constitutionnelles fédérales, des lois fédérales, des actes et instructions du Président de la Fédération de Russie, du Gouvernement de la Fédération de Russie et du Ministère des Transports de la Fédération de Russie ;
- la gestion du Système unifié de gestion du trafic aérien de la Fédération de Russie.